# Raorchestes beddomii
Espèce
Synonymes
- Ixalus beddomii Günther, 1876
- Philautus beddomii (Günther, 1876)
- Pseudophilautus beddomii (Günther, 1876)

Statut de conservation UICN

 NT  : Quasi menacé
Raorchestes beddomii est une espèce d'amphibiens de la famille des Rhacophoridae.

## Répartition
Cette espèce est endémique des Ghats occidentaux dans le sud de l'Inde. Elle se rencontre de 120 à 460 m d'altitude dans le district d'Idukki dans l'État du Kerala et dans le district de Tirunelveli dans l'État du Tamil Nadu.

## Description
Raorchestes beddomii mesure environ 23 mm. Son dos est vert uniforme ; son ventre est blanchâtre.

## Étymologie
Son nom d'espèce, beddomii, lui a été donné en référence à Richard Henry Beddome,  militaire et un naturaliste britannique, qui a ramené les premiers spécimens décrits.

## Publication originale
- Günther, 1876 "1875" : Third report on collection of Indian reptiles obtained by British Museum. Proceedings of the Zoological Society of London, vol. 1875, p. 567-577 (texte intégral).